# Boeveriewijk
De Boeveriewijk is een deelwijk van het West-Bruggekwartier, gelegen in het zuidwesten van het centrum van Brugge.
De wijk ontstond naar aanleiding van het algemeen saneringsplan, vastgelegd bij KB van 23 december 1875, van de wijk tussen de Boeveriestraat/Vrijdagmarkt en de Hendrik Consciencelaan enerzijds en de Smedenstraat en de Koning Albert I-laan anderzijds.

## Geschiedenis
Tot de 19e eeuw was dit, buiten de Boeveriestraat zelf, een relatief schaars bebouwd gebied met als verbindingsstraten de Klokstraat, de Spiegelstraat en de Fonteinstraat tussen de Boeveriestraat en de Boeverievest. In de loop van de 19e eeuw werden rijen kleine woningen, zoals onder meer "fortjes" (fort "De Vestel" in de Fonteinstraat en fort "De Badts" op de hoek van de Hauwerstraat met de toenmalige Boeverievest), opgetrokken. 
Vanwege de slechte leef- en woonomstandigheden nam het stadsbestuur een aantal maatregelen. Het vastleggen van de nieuwe rooilijn voor de Klokstraat en de Bisschopsstraat bij KB van 23 december 1869 was de aanleiding tot een saneringsplan bestaande uit de verlenging van de Maagdenstraat, waarbij de Bisschopsstraat werd opgeslorpt. De Klok- en de Fonteinstraat werden op een breedte van negen meter gebracht. De Spiegelstraat verdween en verderop werd de Van Voldenstraat als derde dwarsstraat aangelegd. 
De molenwallen op de vestingen werden verwijderd en langs de vestingen werd een straat aangelegd. Dit paste in een ruimer kader van de systematische ontmanteling van de windmolens sinds 1839 en de omvorming van de oude stadsvestingen tot wandelzone en rijweg (vanaf 1853). Het plan voorzag het afbreken van tal van gebouwen, het herverkavelen en bouwen van woningen volgens strengere voorschriften. Tot de onteigende goederen behoorden onder meer de voormalige klokkengieterij van Joris Dumery in de Spiegelstraat en de drie houten korenwindmolens, genaamd de "Hazelare", het "Groot Waterhuis" en de "Hoogmolen", op de Boeverievest. De molenwallen werden afgegraven om de Hendrik Consciencelaan aan te leggen.
In de gesaneerde zone waren een aantal bouwvoorschriften van toepassing. De percelen mochten niet opgedeeld worden, elk huis moest voorzien zijn van een tuintje of een koertje, en de bouwhoogte was beperkt tot drie bouwlagen. Hierdoor vertoonde de wijk een homogeen straatbeeld bestaande uit rijhuizen met lijstgevel, twee à vier traveeën en drie bouwlagen onder zadeldak, meestal opgevat als eenheidsbebouwing.

## Pleinen en straten
Aan de rand:
- Boeveriestraat
- Hendrik Consciencelaan
- Koning Albert I-laan
- Smedenstraat
- Vrijdagmarkt

In de Boeveriewijk zelf:
- Boeveriestraat
- Fonteinstraat
- Gloribusstraat
- Hauwerstraat
- Kegelschoolstraat
- Klokstraat
- Maagdenstraat
- Sint-Maartensbilk
- Van Voldenstraat
- Zwijnstraat
- Beursplein
- Joris Dumeryplein